# Conopophaga roberti
Il mangiamoscerini di Robert, detto anche moschiniere monaco o moschiniere dal cappuccio (Conopophaga roberti Hellmayr, 1905) è un uccello passeriforme della famiglia Conopophagidae.

## Etimologia
Il nome scientifico della specie, roberti, rappresenta un omaggio ad Alphonse Robert, esploratore francese che ne ottenne gli esemplari poi utilizzati per la descrizione scientifica.

## Descrizione

### Dimensioni
Misura 11-14 cm di lunghezza, per 20,8 g di peso.

### Aspetto
Si tratta di uccelletti dall'aspetto massiccio e paffuto, muniti di grossa testa appiattita che sembra incassata direttamente nel torso, becco conico piuttosto corto e appuntito, ali corte e arrotondate, coda corta e squadrata e forti zampe allungate.
Il piumaggio presenta dimorfismo sessuale: nei maschi testa e petto sono di colore nero, con presenza di una banda bianca che dalla parte posteriore dell'occhio raggiunge la nuca, a formare una sorta di tonsura, mentre dorso, ali e coda sono di colore bruno scuro e ventre, fianchi e sottocoda sono di colore grigio cenere.

Nelle femmine il nero cefalotoracico è assente, sostituito dal bruno, ed anche la banda bianca cefalica è meno evidente e brillante, così come in generale l'intera livrea.
In ambedue i sessi il becco è di colore bianco-azzurrino con margine e vertice più scuri e nero-bluastri, le zampe sono anch'esse nero-bluastre e il becco è di colore bruno scuro.

## Biologia
Il moschiniere monaco è un uccelletto diurno che vive da solo o in coppie, passando la maggior parte del proprio tempo fra i cespugli bassi alla ricerca di cibo, pronto a nascondersi nel folto della vegetazione al minimo accenno di disturbo.
Il richiamo di questi uccelli è costituito da una serie ascendente di note flautate corte e veloci.

### Alimentazione
La specie è insettivora, nutrendosi di piccoli insetti ed altri invertebrati reperiti al suolo, con l'animale che attende appollaiato sul ramo basso di un cespuglio il passaggio di eventuali prede anche per lungo tempo.

### Riproduzione
Si tratta di uccelli monogami, in cui i due sessi collaborano nelle varie fasi della riproduzione: l'esatta estensione della stagione riproduttiva è ancora ignota, tuttavia nel nord-est dell'areale il moschiniere monaco sembrerebbe completare l'allevamento della prole già per la metà di aprile.
Il nido, a forma di coppa e piuttosto grossolano, viene costruito con rametti e muschio a una ventina di centimetri dal suolo, fra i rami basali di un cespuglio: al suo interno la femmina depone 2-3 uova, che cova alternandosi col compagno per circa due settimane, al termine delle quali schiudono pulli ciechi ed implumi.
I nidiacei vengono accuditi e imbeccati da ambedue i genitori, divenendo in grado d'involarsi a circa tre settimane dalla schiusa ed affrancandosi dalle cure genitoriali a circa un mese e mezzo di vita, disperdendosi.

## Distribuzione e habitat
Il moschiniere monaco è endemico del Brasile, del quale occupa la porzione costiera settentrionale, dalle sponde orientali del Rio Tocantins al Piauí sud-orientale e al Ceará occidentale.
L'habitat di questi uccelli è rappresentato dalle aree di ricrescita secondaria della foresta pluviale e dalle aree marginali di quest'ultima, dove si ha la digradazione in altri ambienti.